# Topile
Topile – wieś w Rumunii, w okręgu Jassy, w gminie Valea Seacă. W 2011 roku liczyła 2063 mieszkańców.